# Ese programa del que usted me habla
Ese programa del que usted me habla fue un programa español de entretenimiento, presentado por María Gómez junto a dos copresentadores, Marta Flich, sustituida más tarde por Eva Soriano, y Alberto Casado. Se comenzó a emitir en La 2 de Televisión Española desde el 3 de diciembre de 2018.
Se trataba de un espacio de humor repasando cada día desde la perspectiva de la comedia la actualidad política, cultural, social y deportiva en sus diferentes secciones.
El programa fue presentado por Samuel Martín Mateos, director de La 2, el 4 de septiembre de 2018 en el Festival de Vitoria junto a la nueva programación de La 2. Más tarde se anunció que el programa se estrenaría bajo el título de Ese programa del que usted me habla y se estrenaría el 3 de diciembre a las 21:30, emitiéndose de lunes a viernes como telonero del prime time de La 2. El viernes se emite un resumen con lo mejor de la semana.
El 17 de junio de 2019 se despiden en antena "hasta septiembre", pero el día siguiente a partir de las 10:00 de la mañana los presentadores y algunos colaboradores se despiden para siempre de los espectadores a través de las redes sociales dando por cancelado el programa.

## Equipo

### Presentadores
- María Gómez (2018-2019)

### Copresentadores
- Marta Flich (2018-2019)[8]
- Alberto Casado (2018-2019)
- Eva Soriano (2019)

### Colaboradores
- Antonio Resines (2018-2019)
- Javier Cansado (2018-2019)
- Darío Adanti (2018-2019)
- Zahara (2018-2019)
- Juanma López Iturriaga (2018-2019)
- Raúl Pérez (2018-2019)
- Isa Calderón (2018-2019)
- Santi Alverú (2018-2019)
- Yonyi Arenas (2018-2019)
- Borja Pérez (2018-2019)
- Pablo Carbonell (2019)

## Programas
| Programas emitidos | Programas emitidos      | Programas emitidos                       | Programas emitidos | Programas emitidos |
| N.º                | Fecha de emisión        | Invitados/as                             | Audiencia          | Ref.               |
| ------------------ | ----------------------- | ---------------------------------------- | ------------------ | ------------------ |
| 1                  | 3 de diciembre de 2018  | Javier Cansado                           | 179 000 (1,0%)     | [ 9 ]              |
| 2                  | 4 de diciembre de 2018  | Antonio Resines                          | 198 000 (1,2%)     | [ 10 ]             |
| 3                  | 5 de diciembre de 2018  | Zahara                                   | 160 000 (1,0%)     | [ 11 ]             |
| 4                  | 6 de diciembre de 2018  | Ara Malikian                             | 138 000 (0,9%)     | [ 12 ]             |
| 5                  | 7 de diciembre de 2018  | Resumen de la semana                     | 142 000 (1,0%)     | [ 13 ]             |
| 6                  | 10 de diciembre de 2018 | Antonio Resines                          | 133 000 (0,8%)     | [ 14 ]             |
| 7                  | 11 de diciembre de 2018 | Antonio de la Torre                      | 160 000 (0,9%)     | [ 15 ]             |
| 8                  | 12 de diciembre de 2018 | Juanma López Iturriaga y Darío Adanti    | 192 000 (1,1%)     | [ 16 ]             |
| 9                  | 13 de diciembre de 2018 | Elvira Lindo                             | 134 000 (0,8%)     | [ 17 ]             |
| 10                 | 14 de diciembre de 2018 | Resumen de la semana                     | 149 000 (1,0%)     | [ 18 ]             |
| 11                 | 17 de diciembre de 2018 | Javier Cansado                           | 141 000 (0,8%)     | [ 19 ]             |
| 12                 | 18 de diciembre de 2018 | Rozalén                                  | 220 000 (1,3%)     | [ 20 ]             |
| 13                 | 19 de diciembre de 2018 | Juanma López Iturriaga                   | 148 000 (0,8%)     | [ 21 ]             |
| 14                 | 20 de diciembre de 2018 | Santiago Auserón                         | 135 000 (0,8%)     | [ 22 ]             |
| 15                 | 21 de diciembre de 2018 | Resumen de la semana                     | 177 000 (1,1%)     | [ 23 ]             |
| 16                 | 24 de diciembre de 2018 | Zahara                                   | 98 000 (0,9%)      | [ 24 ]             |
| 17                 | 25 de diciembre de 2018 | Berto Romero                             | 253 000 (1,5%)     | [ 25 ]             |
| 18                 | 26 de diciembre de 2018 | Cristina Medina                          | 144 000 (0,9%)     | [ 26 ]             |
| 19                 | 27 de diciembre de 2018 | Josele Santiago                          | 133 000 (0,8%)     | [ 27 ]             |
| 20                 | 28 de diciembre de 2018 | Resumen de la semana                     | 184 000 (1,2%)     | [ 28 ]             |
| 21                 | 31 de diciembre de 2018 | Eduardo Blanco                           | 178 000 (1,5%)     | [ 29 ]             |
| 22                 | 1 de enero de 2019      | Juan Gómez-Jurado                        | 200 000 (1,1%)     | [ 30 ]             |
| 23                 | 2 de enero de 2019      | Víctor Clavijo                           | 146 000 (0,9%)     | [ 31 ]             |
| 24                 | 3 de enero de 2019      | Bob Pop                                  | 115 000 (0,7%)     | [ 32 ]             |
| 25                 | 4 de enero de 2019      | Resumen de la semana                     | 194 000 (1,3%)     | [ 33 ]             |
| 26                 | 7 de enero de 2019      | Javier Cansado                           | 112 000 (0,6%)     | [ 34 ]             |
| 27                 | 8 de enero de 2019      | Jordi Cruz Mas                           | 218 000 (1,2%)     | [ 35 ]             |
| 28                 | 9 de enero de 2019      | Juanma López Iturriaga y Zahara          | 245 000 (1,4%)     | [ 36 ]             |
| 29                 | 10 de enero de 2019     | José Miguel Mulet Salort                 | 248 000 (1,4%)     | [ 37 ]             |
| 30                 | 11 de enero de 2019     | Resumen de la semana                     | 153 000 (0,9%)     | [ 38 ]             |
| 31                 | 14 de enero de 2019     | Antonio Resines                          | 196 000 (1,1%)     | [ 39 ]             |
| 32                 | 15 de enero de 2019     | Rosa María Calaf                         | 184 000 (1,1%)     | [ 40 ]             |
| 33                 | 16 de enero de 2019     | Mabel Lozano                             | 184 000 (1,1%)     | [ 40 ]             |
| 34                 | 17 de enero de 2019     | Jorge Sanz                               | 217 000 (1,2%)     | [ 41 ]             |
| 35                 | 18 de enero de 2019     | Resumen de la semana                     | 145 000 (0,9%)     | [ 42 ]             |
| 36                 | 21 de enero de 2019     | Javier Cansado                           | 122 000 (0,7%)     | [ 43 ]             |
| 37                 | 22 de enero de 2019     | Jordi Sánchez Zaragoza                   | 138 000 (0,7%)     | [ 44 ]             |
| 38                 | 23 de enero de 2019     | Juanma López Iturriaga                   | 201 000 (1,1%)     | [ 45 ]             |
| 39                 | 24 de enero de 2019     | J.J. Vaquero                             | 176 000 (0,9%)     | [ 46 ]             |
| 40                 | 25 de enero de 2019     | Resumen de la semana                     | 126 000 (0,8%)     | [ 47 ]             |
| 41                 | 28 de enero de 2019     | Antonio Resines                          | 238 000 (1,3%)     | [ 48 ]             |
| 42                 | 29 de enero de 2019     | Lorenzo Caprile                          | 218 000 (1,2%)     | [ 49 ]             |
| 43                 | 30 de enero de 2019     | Alejo Stivel                             | 218 000 (1,2%)     | [ 50 ]             |
| 44                 | 31 de enero de 2019     | Álex Riveiro                             | 183 000 (1,0%)     | [ 51 ]             |
| 45                 | 1 de febrero de 2019    | Resumen de la semana                     | 211 000 (1,3%)     | [ 52 ]             |
| 46                 | 4 de febrero de 2019    | Ana Fernández                            | 145 000 (0,8%)     | [ 53 ]             |
| 47                 | 5 de febrero de 2019    | Javier Cansado                           | 240 000 (1,3%)     | [ 54 ]             |
| 48                 | 6 de febrero de 2019    | Juanma López Iturriaga                   | 209 000 (1,0%)     | [ 55 ]             |
| 49                 | 7 de febrero de 2019    | Manuela Vellés                           | 193 000 (1,0%)     | [ 56 ]             |
| 50                 | 8 de febrero de 2019    | Resumen de la semana                     | 182 000 (1,1%)     | [ 57 ]             |
| 51                 | 11 de febrero de 2019   | Antonio Resines                          | 224 000 (1,2%)     | [ 58 ]             |
| 52                 | 12 de febrero de 2019   | Pepe Viyuela                             | 170 000 (0,9%)     | [ 59 ]             |
| 53                 | 13 de febrero de 2019   | Alfredo Menéndez y Ramón Arangüena       | 160 000 (0,9%)     | [ 60 ]             |
| 54                 | 14 de febrero de 2019   | Alice Wonder                             | 165 000 (1,0%)     | [ 61 ]             |
| 55                 | 15 de febrero de 2019   | Resumen de la semana                     | 159 000 (1,0%)     | [ 62 ]             |
| 56                 | 18 de febrero de 2019   | Javier Cansado                           | 176 000 (1,0%)     | [ 63 ]             |
| 57                 | 19 de febrero de 2019   | Ariel Rot                                | 173 000 (0,9%)     | [ 64 ]             |
| 58                 | 20 de febrero de 2019   | Juanma López Iturriaga                   | 164 000 (0,9%)     | [ 65 ]             |
| 59                 | 21 de febrero de 2019   | Miguel Gallardo                          | 133 000 (0,7%)     | [ 66 ]             |
| 60                 | 22 de febrero de 2019   | Resumen de la semana                     | 119 000 (0,8%)     | [ 67 ]             |
| 61                 | 25 de febrero de 2019   | Antonio Resines                          | 172 000 (0,9%)     | [ 68 ]             |
| 62                 | 26 de febrero de 2019   | Leo Harlem                               | 169 000 (0,9%)     | [ 69 ]             |
| 63                 | 27 de febrero de 2019   | Carlos Areces                            | 188 000 (0,9%)     | [ 70 ]             |
| 64                 | 28 de febrero de 2019   | Jorge Ruiz Flores                        | 124 000 (0,7%)     | [ 71 ]             |
| 65                 | 1 de marzo de 2019      | Resumen de la semana                     | 137 000 (0,9%)     | [ 72 ]             |
| 66                 | 4 de marzo de 2019      | Anni B Sweet                             | 129 000 (0,7%)     | [ 73 ]             |
| 67                 | 5 de marzo de 2019      | Mariola Cubells                          | 119 000 (0,7%)     | [ 74 ]             |
| 68                 | 6 de marzo de 2019      | Cristina Pardo                           | 236 000 (1,3%)     | [ 75 ]             |
| 69                 | 7 de marzo de 2019      | Cristina Almeida                         | 215 000 (1,2%)     | [ 76 ]             |
| 70                 | 8 de marzo de 2019      | Resumen de la semana                     | 176 000 (1,2%)     | [ 77 ]             |
| 71                 | 11 de marzo de 2019     | Antonio Resines                          | 198 000 (1,1%)     | [ 78 ]             |
| 72                 | 12 de marzo de 2019     | José Corbacho                            | 122 000 (0,7%)     | [ 79 ]             |
| 73                 | 13 de marzo de 2019     | Juanma López Iturriaga                   | 158 000 (0,9%)     | [ 80 ]             |
| 74                 | 14 de marzo de 2019     | Ángeles Muñoz y Dionisio Martín (Camela) | 128 000 (0,7%)     | [ 81 ]             |
| 75                 | 15 de marzo de 2019     | Resumen de la semana                     | 147 000 (1,0%)     | [ 82 ]             |
| 76                 | 18 de marzo de 2019     | Javier Cansado                           | 186 000 (1,1%)     | [ 83 ]             |
| 77                 | 19 de marzo de 2019     | Carlos Tarque                            | 168 000 (1,0%)     | [ 84 ]             |
| 78                 | 20 de marzo de 2019     | Miki Esparbé                             | 131 000 (0,7%)     | [ 85 ]             |
| 79                 | 21 de marzo de 2019     | Boris Izaguirre                          | 135 000 (0,8%)     | [ 86 ]             |
| 80                 | 22 de marzo de 2019     | Resumen de la semana                     | 200 000 (1,3%)     | [ 87 ]             |
| 81                 | 25 de marzo de 2019     | Antonio Resines                          | 189 000 (1,0%)     | [ 88 ]             |
| 82                 | 26 de marzo de 2019     | Gorka Otxoa                              | 205 000 (1,1%)     | [ 89 ]             |
| 83                 | 27 de marzo de 2019     | Juanma López Iturriaga                   | 143 000 (0,8%)     | [ 90 ]             |
| 84                 | 28 de marzo de 2019     | Fernando Romay                           | 161 000 (0,9%)     | [ 91 ]             |
| 85                 | 29 de marzo de 2019     | Resumen de la semana                     | 147 000 (1,0%)     | [ 92 ]             |
| 86                 | 1 de abril de 2019      | Aitana Sánchez-Gijón                     | 146 000 (0,9%)     | [ 93 ]             |
| 87                 | 2 de abril de 2019      | Iván Ferreiro y Sidonie                  | 151 000 (0,9%)     | [ 94 ]             |
| 88                 | 3 de abril de 2019      | Pepe Colubi                              | 186 000 (1,1%)     | [ 95 ]             |
| 89                 | 4 de abril de 2019      | Cayetana Guillén Cuervo                  | 223 000 (1,3%)     | [ 96 ]             |
| 90                 | 5 de abril de 2019      | Resumen de la semana                     | 119 000 (0,8%)     | [ 97 ]             |
| 91                 | 8 de abril de 2019      | Megan Montaner                           | 133 000 (0,8%)     | [ 98 ]             |
| 92                 | 9 de abril de 2019      | Manolo Solo                              | 117 000 (0,7%)     | [ 99 ]             |
| 93                 | 10 de abril de 2019     | Juanma López Iturriaga                   | 112 000 (0,7%)     | [ 100 ]            |
| 94                 | 11 de abril de 2019     | Ismael Serrano                           | 159 000 (1,0%)     | [ 101 ]            |
| 95                 | 12 de abril de 2019     | Resumen de la semana                     | 111 000 (0,8%)     | [ 102 ]            |
| 96                 | 15 de abril de 2019     | Javier Cansado                           | 152 000 (0,9%)     | [ 103 ]            |
| 97                 | 16 de abril de 2019     | Jesús Vidal                              | 153 000 (1,0%)     | [ 104 ]            |
| 98                 | 17 de abril de 2019     | Pablo Carbonell                          | 207 000 (1,4%)     | [ 105 ]            |
| 99                 | 22 de abril de 2019     | Carlos Jean                              | 226 000 (1,3%)     | [ 106 ]            |
| 100                | 23 de abril de 2019     | Virginia Díaz                            | 186 000 (1,0%)     | [ 107 ]            |
| 101                | 24 de abril de 2019     | Juanma López Iturriaga                   | 180 000 (1,0%)     | [ 108 ]            |
| 102                | 25 de abril de 2019     | José Mercé                               | 178 000 (1,1%)     | [ 109 ]            |
| 103                | 26 de abril de 2019     | Resumen de la semana                     | 113 000 (0,8%)     | [ 110 ]            |
| 104                | 29 de abril de 2019     | Javier Cansado                           | 192 000 (1,2%)     | [ 111 ]            |
| 105                | 30 de abril de 2019     | Ingrid García-Jonsson                    | 106 000 (0,7%)     | [ 112 ]            |
| 106                | 1 de mayo de 2019       | Antonio Resines                          | 173 000 (1,1%)     | [ 113 ]            |
| 107                | 2 de mayo de 2019       | Julián López                             | 135 000 (0,9%)     | [ 114 ]            |
| 108                | 3 de mayo de 2019       | Resumen de la semana                     | 85 000 (0,6%)      | [ 115 ]            |
| 109                | 6 de mayo de 2019       | Antonio Resines                          | 165 000 (1,0%)     | [ 116 ]            |
| 110                | 7 de mayo de 2019       | Mikel Erentxun                           | 167 000 (1,1%)     | [ 117 ]            |
| 111                | 8 de mayo de 2019       | Mario Casas                              | 142 000 (0,9%)     | [ 118 ]            |
| 112                | 9 de mayo de 2019       | Pancho Varona                            | 155 000 (1,0%)     | [ 119 ]            |
| 113                | 10 de mayo de 2019      | Resumen de la semana                     | 115 000 (0,9%)     | [ 120 ]            |
| 114                | 13 de mayo de 2019      | Miguel Rellán                            | 116 000 (0,8%)     | [ 121 ]            |
| 115                | 15 de mayo de 2019      | Antonio Resines                          | 179 000 (1,2%)     | [ 122 ]            |
| 116                | 17 de mayo de 2019      | Resumen de la semana                     | 136 000 (1,0%)     | [ 123 ]            |
| 117                | 21 de mayo de 2019      | Nieves Concostrina                       | 154 000 (1,1%)     | [ 124 ]            |
| 118                | 22 de mayo de 2019      | Juanma López Iturriaga                   | 184 000 (1,2%)     | [ 125 ]            |
| 119                | 23 de mayo de 2019      | Raúl Cimas                               | 96 000 (0,6%)      | [ 126 ]            |
| 120                | 24 de mayo de 2019      | Resumen de la semana                     | 178 000 (1,3%)     | [ 127 ]            |
| 121                | 27 de mayo de 2019      | Carlos Bardem                            | 183 000 (1,6%)     | [ 128 ]            |
| 122                | 28 de mayo de 2019      | Imanol Arias                             | 184 000 (1,2%)     | [ 129 ]            |
| 123                | 29 de mayo de 2019      | El Niño de Elche                         | 94 000 (0,6%)      | [ 130 ]            |
| 124                | 30 de mayo de 2019      | Kiko Veneno                              | 132 000 (0,9%)     | [ 131 ]            |
| 125                | 31 de mayo de 2019      | Resumen de la semana                     | 94 000 (0,8%)      | [ 132 ]            |
| 126                | 3 de junio de 2019      | -                                        | 159 000 (1,1%)     | [ 133 ]            |
| 127                | 4 de junio de 2019      | -                                        | 145 000 (1,0%)     | [ 134 ]            |
| 128                | 5 de junio de 2019      | -                                        | 152 000 (1,0%)     | [ 135 ]            |
| 129                | 6 de junio de 2019      | -                                        | 142 000 (1,0%)     | [ 136 ]            |
| 130                | 7 de junio de 2019      | -                                        | 157 000 (1,2%)     | [ 137 ]            |
| 131                | 10 de junio de 2019     | -                                        | 190 000 (1,2%)     | [ 138 ]            |
| 132                | 11 de junio de 2019     | -                                        | 181 000 (1,2%)     | [ 139 ]            |
| 133                | 12 de junio de 2019     | -                                        | 151 000 (1,0%)     | [ 140 ]            |
| 134                | 13 de junio de 2019     | -                                        | 165 000 (1,1%)     | [ 141 ]            |
| 135                | 14 de junio de 2019     | -                                        | 115 000 (1%)       | [ 142 ]            |
| 136                | 17 de junio de 2019     | -                                        | 213 000 (1,8%)     | [ 143 ]            |